# Étréjust
Étréjust és un municipi francès situat al departament del Somme i a la regió dels Alts de França. L'any 2007 tenia 43 habitants.

## Demografia

### Població

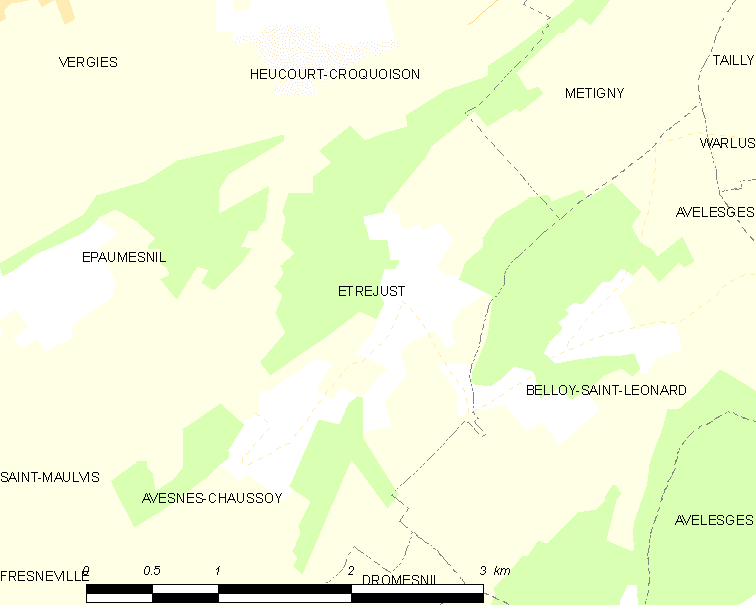

El 2007 la població de fet d'Étréjust era de 43 persones. Hi havia 16 famílies de les quals 4 eren unipersonals (4 homes vivint sols), 4 parelles sense fills i 8 parelles amb fills.
La població ha evolucionat segons el següent gràfic:
Habitants censats

### Habitatges
El 2007 hi havia 18 habitatges, 15 eren l'habitatge principal de la família, 1 era una segona residència i 2 estaven desocupats. Tots els 18 habitatges eren cases. Dels 15 habitatges principals, 13 estaven ocupats pels seus propietaris i 2 estaven llogats i ocupats pels llogaters; 1 tenia tres cambres, 6 en tenien quatre i 8 en tenien cinc o més. 14 habitatges disposaven pel capbaix d'una plaça de pàrquing. A 6 habitatges hi havia un automòbil i a 8 n'hi havia dos o més.

### Piràmide de població
La piràmide de població per edats i sexe el 2009 era:
| Homes | Edats   | Dones |
| ----- | ------- | ----- |
| 0     | 95 o +  | 0     |
| 0     | 90 a 94 | 0     |
| 0     | 85 a 89 | 0     |
| 0     | 80 a 84 | 0     |
| 0     | 75 a 79 | 0     |
| 0     | 70 a 74 | 0     |
| 0     | 65 a 69 | 0     |
| 4     | 60 a 64 | 0     |
| 0     | 55 a 59 | 4     |
| 0     | 50 a 54 | 0     |
| 0     | 45 a 49 | 0     |
| 4     | 40 a 44 | 4     |
| 4     | 35 a 39 | 4     |
| 0     | 30 a 34 | 0     |
| 4     | 25 a 29 | 0     |
| 4     | 20 a 24 | 0     |
| 0     | 15 a 19 | 4     |
| 0     | 10 a 14 | 0     |
| 0     | 5 a 9   | 4     |
| 0     | 0 a 4   | 0     |

## Economia
El 2007 la població en edat de treballar era de 21 persones, 17 eren actives i 4 eren inactives. De les 17 persones actives 16 estaven ocupades (11 homes i 5 dones) i 1 aturada (1 dona i 1 dona). De les 4 persones inactives 2 estaven jubilades i 2 estaven classificades com a «altres inactius».

## Poblacions més properes
El següent diagrama mostra les poblacions més properes.